# Puerto-Rico-Krähe
Die Puerto-Rico-Krähe (Corvus pumilis) ist eine ausgestorbene Singvogelart aus der Familie der Rabenvögel (Corvidae). Sie war ein mittelgroßer Vertreter der Raben und Krähen und lebte auf Puerto Rico und den Amerikanischen Jungferninseln. Über die Lebensweise der Art ist kaum etwas bekannt. Wahrscheinlich starb sie mit der menschlichen Besiedlung der Inseln aus.

## Merkmale
Von der Puerto-Rico-Krähe sind nur subfossile Ellen und ein Tibiotarsus überliefert. Erstere sind 68 mm lang und liegen damit zwischen den der ehemals sympatrischen Antillenkrähe (C. leucognaphalus) mit 76–78 mm und der der hispaniolischen Palmenkrähe (C. palmarum) mit etwa 62 mm. In ihrer Gestalt ähnelt die Elle von C. pumilis der der Palmkrähe.  Gleiches gilt für den Tibiotarsus der Art, der mit 78 mm etwas größer als der der Palmkrähe und etwas kleiner als der der Antillenkrähe ist.

## Verbreitung
Überreste der Puerto-Rico-Krähe wurden auf Puerto Rico und auf der Insel Saint Croix gefunden, die zu den Amerikanischen Jungferninseln gehört.

## Lebensweise
Über die Lebensweise der Art kann nur gemutmaßt werden. Da sie auf Puerto Rico gemeinsam mit der Antillenkrähe vorkam, besetzte sie womöglich eine andere ökologische Nische als diese und kam vielleicht eher im Inseltiefland vor.

## Systematik und Taxonomie
Die ersten Überreste der Puerto-Rico-Krähe wurden 1916 in der Cueva San Miguel nahe Morovis auf Puerto Rico gefunden. Es handelte sich um eine rechte Elle (AMNH 4925), die Alexander Wetmore 1920 als Holotyp für seine Erstbeschreibung der Art Corvus pumilis heranzog. Zur Etymologie des Artepithetons pumilis äußerte sich Wetmore nicht; das Wort bedeutet im Lateinischen „zwergenhaft“. Über die Verwandtschaftsbeziehungen der Puerto-Rico-Krähe zu anderen Krähenarten innerhalb und außerhalb der Karibik gibt es bislang keine Erkenntnisse. 

## Aussterben
Die Puerto-Rico-Krähe verschwand offenbar schon früh. Auf Puerto Rico ist sie nur aus Fossillagerstätten aus der Zeit vor der Besiedlung bekannt; auf St. Croix fand sie sich an einer Kochstelle aus präkolumbianischer Zeit, deren Alter auf 500 bis 800 Jahre geschätzt wird. Vermutlich starb sie noch vor der Ankunft der Europäer in der Karibik aus. 